# Llancarfan
Llancarfan – wieś w Walii w hrabstwie miejskim Vale of Glamorgan. We wczesnym średniowieczu istniał tu słynny ośrodek monastycyzmu walijskiego.

## Opactwo Llancarfan
We wczesnym średniowieczu istniało tu ważne opactwo, założone przez św. Kadoka w VII wieku. W tym opactwie mieszkało wielu świętych: Brendan Żeglarz, Gildas Mędrzec, Maklowiusz, Brendan Starszy i inni. Przypuszczalnie to opactwo było jednym z przystanków na drodze emigrantów walijskich do Bretanii (dzisiejsza płn-wsch. Francja). Święty Kanizjusz otrzymał w tym opactwie święcenia kapłańskie. 
W 2013 r. w miejscowym kościele klasztornym z XIII wieku odkryto freski z XV wieku.

## Znane osoby, związane z Llancarfan
- Kadok z Llancarvon (ur. 522), święty mnich walijski, upamiętniony w katolicyzmie 21 września;
- Caradoc z Llancarfan (XII w.), historyk i hagiograf;
- Iolo Morganwg (1747-1826), walijski bard, autor Druid's Prayer.